# 东湖宾馆 (武汉市)
东湖宾馆是一所位于中華人民共和國武汉市的宾馆。

## 历史
建成于1953年。直到1974年，中国共产党主席毛泽东曾48次下榻武汉东湖宾馆并主持党和国家政务。期间在东湖接待了64个国家的94批外国政要，使武汉东湖成为他在1949年以后除了中南海以外居住最长的地方，也使武汉东湖成为北京市之外的另一个党和国家政治中心。中华人民共和国元帅朱德曾写下“东湖暂让西湖好，今后将比西湖强”的诗句。1967年7月文化大革命期间，毛泽东前往武汉试图调解武汉地区群众组织的冲突。7月20日，其中一派的群众组织“百万雄师”的代表200多人在不知情的情况下到毛泽东下榻的东湖宾馆揪斗王力、谢富治，毛紧急离开武汉。是为七·二〇事件。1974年10月4日，身患重病的毛泽东在东湖宾馆梅岭1号通过秘书给在北京的国务院总理周恩来等人打电话，决定让邓小平复出，担任中共中央副主席、国务院第一副总理、中央军委副主席兼中国人民解放军总参谋长，主持党政军工作，在周恩来重病期间代行总理职务。